# روم
روم (به انگلیسی: Rûm)  اشاره به سرزمین‌هایی در اروپا و آسیای صغیر دارد که مدتی در دست جمهوری روم، امپراتوری روم و امپراتوری روم غربی و امپراتوری روم شرقی (بیزانس) بود.
معمولاً در منابع عربی و اسلامی قدیم منظور از روم سرزمین‌های آسیای صغیر (ترکیه یا آناتولی) است. یکی از نام‌های عربی دریای مدیترانه نیز که در جنوب آسیای صغیر قرار دارد، «بحرالروم» به معنی «دریای روم» است. رومی‌های نخستین، شاخه‌ای از قبایل لاتین زبان بودند که در حدود دو هزار سال پیش از میلاد، از اروپای مرکزی به ایتالیا مهاجرت کردند. در حدود هزار سال پیش از میلاد، رومی‌های مهاجر و کوچ رو با ساختن دهکده‌هایی بر روی هفت تپهٔ کم ارتفاع در پیچ و خم رود تیبر بر لبه شمالی دشت حاصلخیز لاتیوم، آغاز به یکجانشینی نمودند.
نام روم بعد از فروپاشی امپراتوری روم شرقی در دوره سلجوقیان روم و بعد عثمانیان همچنان به‌کار میرفت.

## درشاهنامه
روم از نخستین کشورها و تمدن‌های مطرح در شاهنامه که صراحتاً پس از ایران و توران یاد شده و نخستین فرمانروای آن در شاهنامه سلم است. سرزمین روم توسط فریدون نیایش به سلم تفویض شد. منوچهر بعد از قتل تور اینک به‌دنبال سلم است و سلم گریزان به سوی آلانان دژ متواری شده ولی آنجا توسط قارن‌رزمجو و گرشاسپ‌پهلوان تسخیر و همهٔ دشت و دمن و دریا جوی خون گشته بود. شاه روم در ساحل آنجا مانند همیشه قایق یا زورقی نیافت تا وارد دژ گردد در همین گیرودار منوچهر از پس او رسید.

### مرگ شاه روم
سلم چون به کنار دریا رسید لشکر را کشته دید و عبور به درون دژ از میان اجساد برایش دشوار گشت، منوچهر سالار نو (پور پشنگ) و جانشین فریدون نزدیک او شد و پیش از انتقام ایرج به او یادآور شد برادر را کشتی بخاطر تاج و تخت و اکنون که تاج یافتی چرا گریزان گشته‌ای. در حین تاخت و تاز تنگاتنگ نزدیک سلم رسید و با ضربتی سر از بدن او جدا نمود تا مانند سرِ تور نزد فریدون ارسال گردد. اینک فریدون سر هر سه فرزند را کنار داشت.
سپاه روم همچون رمه در دشت و دریا و کوه پراکنده بود، یکی از سپاه مرد پاکیزه مغز و خردمند منتخب گشت که توأمانً زبان ایرانیان را بلد بود نمایندهٔ رومیان گشت نزد منوچهر آمد و ابراز نمود که ما همه از دامداران و کشاورزان کشور بودیم، به اجبار ما را به جنگ آوردند اینک همه بنده شاه منوچهریم فرمان او را گردن می‌نهیم اگر رأی جنگ و خون ریختن باشد، ما نیروی آویختن نداریم. اگر شاه اجازه دهد سران و بزرگان لشکر را تسلیم ایشان خواهیم نمود.
| بیفگند بر گستوان و بتاخت     |  | به گرد سپه چرمه اندر نشاخت  |
| رسید آنگهی تنگ در شاه روم    |  | خروشید کای مرد بیداد شوم    |
| بکشتی برادر ز بهر کلاه       |  | کله یافتی چند پویی به راه   |
| کنون تاجت آوردم ای شاه و تخت |  | به بار آمد آن خسروانی درخت  |
| همی تاخت اسپ اندرین گفت‌گوی   |  | یکایک به تنگی رسید اندر اوی |
| یکی تیغ زد زود بر گردنش      |  | به دو نیمه شد خسروانی تنش   |